# Charles C. Ryrie
Charles Caldwell Ryrie (San Luis, 2 de marzo de 1925–Dallas, 16 de febrero de 2016) fue un teólogo estadounidense que se desempeñó como profesor de teología sistemática y decano de estudios de doctorado en el Seminario Teológico de Dallas y como presidente y profesor de lo que hoy es la Universidad de Cairn. Fue un defensor notable del dispensacionalismo premilenial. Editó la Biblia de Estudio Ryrie, por Moody Publishers, que contiene más de 10 000 de las notas explicativas del Dr. Ryrie. Publicada por primera vez en 1978, se han vendido más de dos millones de ejemplares.

## Primeros años y familia
Ryrie nació en San Louis, Misuri, y se crio en Alton, Illinois. Después de graduarse en la escuela secundaria en 1942, asistió al Stony Brook School en Long Island por un semestre, donde entró en contacto con el director Frank E. Gaebelein. Ryrie asistió al Haverford College, con la intención de hacer carrera en la banca, pero pronto dedicó a partir de entonces su vida al ministerio cristiano, y se fue a Dallas Theological Seminary. Haverford recibió su B.A. (1946) sobre la base de sus estudios en Dallas. Un año más tarde, obtuvo su Maestría en Teología (1947), y dos años después el Th.D. (1949). Luego pasó a completar su Doctorado en Filosofía (1953) en la Universidad de Edimburgo.

## Carrera académica
Ryrie ingresó en la facultad del Westmont College en 1948 y finalmente llegó a ser decano de los hombres y presidente del Departamento de Estudios Bíblicos y Filosofía. Volvió al Dallas Theological Seminary en 1953 para enseñar teología sistemática, pero se fue por varios años para servir como presidente del Philadelphia College of the Bible, 1958-1962. Al regresar a Dallas, volvió a ser nombrado decano de estudios de doctorado hasta su retiro en 1983.

## Publicaciones
Dos de sus libros (The Miracles of Our Lord y So Great Salvation) ganaron Gold Medallion Book Award. Otras publicaciones incluye:
- "Dispensationalism Today," 1965; The Moody Bible Institute of Chicago. NOTE: This is an older version of the below book reference which may have been revised.
- "A Survey of Bible Doctrine" Moody Publishers, 1972 (1ª ed.) 1989 (11ª ed.) ISBN 0-8024-8438-7 NOTE: This title is also available in electronic version for use with, and sold by: Logos Bible Software.
- "Ryrie's Concise Guide To The Bible", Here's Life Publishers, 1983 ISBN 0-685-09716-1 [Paperback] NOTE: This title is also available in electronic version for use with, and sold by: Logos Bible Software.
- Basic Theology, Moody Publishers, 1986, ISBN 0-89693-814-X
- Balancing the Christian Life, Moody Publishers, 1994 ISBN 0-8024-0887-7
- Dispensationalism, Moody Publishers, 1995 ISBN 0-8024-2187-3
- So Great Salvation: What It Means to Believe in Jesus Christ, Moody Publishers, 1997 ISBN 0-8024-7818-2
- Ryrie's Practical Guide to Communicating Bible Doctrine, Broadman & Holman Publishers, 2005 ISBN 0-8054-4063-1
- The Holy Spirit Moody Publishers 1965 ISBN 0-8024-3565-3
- The Ryrie KJV Study Bible Moody Publishers 1986, 1994 ISBN 978-0-8024-8902-9 (Black, Bonded Leather)